# 霊媒師いずな
『霊媒師いずな』（れいばいしいずな）は、原作：真倉翔・作画：岡野剛による日本の青年漫画作品。
本項では便宜上、『スーパージャンプ』休刊までの内容である『現代都市妖鬼考 霊媒師いずな 〜the spiritual medium〜』（げんだいとしようきこう れいばいしいずな 〜ザ・スピリチュアル・メディウム〜）を「第1部」、『グランドジャンプ』移籍後の内容である『霊媒師いずな Ascension』（れいばいしいずな アセンション）を「第2部」と呼称する。

## 概要
第1部は、集英社の青年漫画雑誌『オースーパージャンプ』2007年8月号より2010年8月号（最終号）まで連載されていた。その合間、『スーパージャンプ』にも2007年24号より時折掲載されていたが、『オースーパージャンプ』の休刊により2010年19号より『スーパージャンプ』の毎号連載となる。『スーパージャンプ』が2011年10月12日発売の21・22合併号で休刊したことに伴い、終了。
第2部は、『スーパージャンプ』と同じく青年漫画雑誌『ビジネスジャンプ』が合併して同年11月16日に創刊となった新たな青年漫画雑誌『グランドジャンプ』（月2回刊）で連載開始。2014年、『グランドジャンプ』の増刊号である『グランドジャンプPREMIUM』で連載を開始したばかりの『地獄先生ぬ〜べ〜NEO』と入れ替わる形で『グランドジャンプPREMIUM』に移動（2014年9月号～2016年7月号）。
第3部は、同じく『グランドジャンプPREMIUM』2017年1月号から連載開始。
掲載誌が青年向けということもあり、同じ作者らが1993年から1999年にかけて集英社の少年漫画雑誌『週刊少年ジャンプ』に連載していた『地獄先生ぬ〜べ〜』（以後、『ぬ〜べ〜』）以上に過激な性的描写や残虐描写が盛り込まれている。その他、働く大人の苦悩などをテーマとした風刺的な話も多い。
また、単行本に収録されなかったエピソード3話分を『霊媒師いずな 特別編』として、2019年8月から2024年7月まで電子書籍サイト『マンガ図書館Z』で公開、翌月2日より集英社のジャンプコミックスDIGITALで配信されている。
『ぬ〜べ〜』で中学生だった霊媒師イタコ少女・葉月いずなが高校生となった現代で、迷える人々の霊や妖怪に関する悩みや事件を解決していく物語。『ぬ〜べ〜』から3年後を描いたスピンオフという設定であるが、玉藻京介など一部の妖怪が登場すること以外、『ぬ〜べ〜』との直接の繋がりは長期間にわたって明言されることなく物語が続いていた（鵺野鳴介〈以後、ぬ〜べ〜〉を指し、以前いた街で知人だった霊能者のように話すことはあった）。しかし、「Ascension ＃55 隠された絆」でついに登場したぬ〜べ〜が重傷を経て廃人と化していた状態から、本作の世界は『ぬ〜べ〜』の第137話「次元妖怪・まくらがえし」にて示されたパラレルワールドのうちの1つであることが示唆されている。その後、妖怪チャブクロの力を借りたいずなにより歴史修正された現代ではぬ～べ～は本編通りに九州に転任し、そのまま『ぬ〜べ〜』本編に繋がったことが明かされた。

## 登場人物
担当声優はVOMIC版のもの。

### 人間

#### 主人公
葉月 いずな（はづき いずな）
声 - 伊藤静
本作の主人公。年齢は17歳（特別番外編では18歳）。イタコの孫娘で、高校2年生（特別番外編では高校3年生）の少女。現代社会の迷える人々を救っている。

#### いずなの弟子・同居人
リン
第1部第42話から登場。名字は不明。年齢は13歳（特別番外編では14歳）。細身の中学1年生（特別番外編では中学2年生）の少女。霊感があり、霊や妖怪を見ることができる。ゲームやアニメが好きでパソコン等のIT関連が得意。天真爛漫な性格。一人称は「私」。
両親は幼少時代に離婚している。共に暮らしていた母・令子が男遊びに溺れて家庭が崩壊したために家出をし、神 待ちをして生活していたが、猿妖怪・猿猴に取り憑かれた男・野島の家に泊まり、店に寄った所を偶然いずなと出会った。その際にいずなから「野島が妖怪に取り憑かれてるから彼の家から出な」と教えて貰うが、それを信じずに野島の家に泊まる事になった。しかし、その猿妖怪に取り憑かれた彼に殺されそうになったところをいずなに助けられ、その後は母にも見放されたことでいずなに霊媒師としての弟子入りを志願し、居候の身として妹分になる。家出をする以前までは家庭事情ゆえに学校で孤立していたが、いずなと同居を始めてからは経済的にも余裕ができたおかげか、友達ができた模様。
その後、いずなの使役する管狐に子管狐が生まれた際、一番力の弱いために母管狐から追い出された子管狐に「ラン」と名付け、可愛がるようになる。いずなに教わりながら自身も霊媒師の見習いとして活動を始めるが、幾度となくいずなから窮地を救われたことで弟子としての力不足を痛感。第1部の終わりから第2部の初めまで尾古女の許で修行をしていた。
千佳羅に関してはいずなから悪人と吹き込まれていたが、実際の彼女と接してその冷酷な信念の根底に在る過去と想いを知ってからは、複雑な感情を抱いている。
その後、いずなに千佳羅の真実を打ち明けるものの信じてもらえず、「千佳羅がリンを誑かした」と思い込んだいずなに頬を平手打ちされて一方的に破門を言い渡されてしまう。呪殺師・役権現戸隠厳山の罠により、いずなと千佳羅が争っている所にそれが罠だと知らせに来たものの、厳山に捕らえられ顔面を鈍器で滅多打ちにされてしまうが、ランの助けで厳山から逃れる。満身創痍になりながらも漸くいずなたちのもとへたどり着き、千佳羅の説得もあって、いずなにもようやく信じてもらえるようになる。しかし、厳山が放ったワーム型のトウビョウに捕食されて死亡し、さらにトウビョウにかけた「ハザマ送り」の呪いによって、魂は冥界と現世の狭間に未来永劫取り残される事になったが、厳山と共に自爆して死んだ千佳羅の魂の導きによって狭間から現世に戻されて生き返り、「いずなと一緒に帰りなさい」と言う千佳羅の遺言通りにいずなと共に帰還した。
『ヒロイン総選挙NUB48』の総合結果は第35位。
ラン
第1部第64話から登場。いずなの使役する管狐が産んだ子管狐。霊力も体力も兄弟達より遥かに貧弱だったため、母管狐に間引かれそうになっていたところを自分の境遇と重ね合わせたリンに引き取られ、彼女の管狐となった。
糸奈（いとな）
第2部第52話から登場。年齢は16歳（特別番外編では17歳）。一人称は「私」。日本有数の大財閥・鋏角（きょうかく）グループの総帥とメイド長の絹川の娘。
鋏角家の古いしきたりで3歳の頃から13年間、蜘蛛妖怪・闇蜘蛛に取り憑かれて地下に監禁されていた細身の少女。整った顔立ちをしているが、闇蜘蛛に取り憑かれていた影響で髪の一部分は赤く染まっており、左目横には蜘蛛の足によく似た霊障による痣が残っている。
地下に監禁されてから13年後にいずなに闇蜘蛛を除去して貰ったが、母・絹川を父・鋏角に銃殺された上、父は封印から解き放たれた闇蜘蛛に殺されて孤独となり、いずなに引き取られ、リンに続く彼女の妹分になる。
13年間、闇蜘蛛に取り憑かれていた為、その能力が使えるが、13年間監禁されていた影響から、感情は乏しく無口で、実年齢に対して思考は幼いものの、テレビの影響で関西弁を多用する事が多くなるが、まだ世間知らずな所が多々ある。
『ヒロイン総選挙NUB48』の総合結果は第32位。

#### いずなの関係者
新井（あらい）
第1部第8話から登場。名前は不明。若い男性の刑事で階級は巡査長。新軸署生活安全課所属。一人称は「俺」。
かつて妹・ゆかりを悪徳霊媒師の詐欺によって亡くした為、霊媒師を人一倍憎んでいる。それ故、当初はいずなを詐欺師と見なして逮捕しようとするが、本物の悪霊やそれに対するいずなの行動を目の当たりにし、考えを改める。それ以降、いずなの金銭欲については相変わらず辟易しているものの、いずなの心根や実力については認めており、警察の捜査で解決出来ない悪霊や妖怪が絡む事件への協力を要請するようになった。第2部第4話で生活安全課から捜査一課に転属した事が本人から語られている。
いずなに妹のゆかりを見ており、気にかけている。いずなとの待ち合わせにルナの店を利用した際に、ルナと親しくなり交際を始める。家族は両親がいる。
ルナ
第1部第11話から登場。名前の漢字表記は留奈。一人称は「私」。名字は不明。年齢は30歳（特別番外編では31歳）。
裏路地の奥にある小さなバー「House Fairy」を営んでいる若い女性。一旦はヤクザによって店を買収されそうになったが、偶然知り合ったいずなに店を守ってもらった以降は彼女と親しくなり、よく話をしたり一緒に温泉旅行へ行く仲となった。
ルナの店には座敷童子が住み着いており、ルナが歌う歌に同調して妖気を出し、店に来る客を幸せにしている。
三木 三太（みき さんた）という戦場カメラマンの恋人がいたが、5年前に中東で爆弾テロに巻き込まれ死別している。後に前述の通り、新井と交際を始める。
実家は酪農家であり、家族からは家業を継ぐ事を望まれている。
『ヒロイン総選挙NUB48』の総合結果は第42位。
尾古女（おこじょ）
第1部第31話から登場。通称「おばば」。名前は第2部第31話で判明。名字は不明。イタコの老女。一人称は「ワシ」。
いずなが故郷に居た頃の師匠で、いずなの祖母。身体こそ小柄であるが、実力は夫に先立たれた現在でも孫娘を遥かに凌ぐ。孫娘の最も苦手な人物。なお、いずなの金銭欲は祖母譲りである模様。
ある日突然上京し、孫娘を連れて帰ろうとするが、彼女の思いを知って猶予を与える。
早乙女 沙聖（さおとめ さき）
第1部第33話から登場。名字は第1部第58話にて判明。一人称は「私」。
普段は三丁目教会のシスターで、有事の際にはエクソシストを務めている少女。ある日公園の炊き出しボランティアに参加していたところ、偶然通りかかったいずなと知り合う。
1年前、尊敬していた神父を麻薬中毒の男に殺されたという過去を持つ。ある日、悪霊に取り憑かれた男を教会で助けようとするが、前述の過去から神への信仰に迷いを抱えていた為に失敗し、窮地に陥る。その場をいずなに救われた以降は彼女のことを信頼し、憧れるようになる。基本的にいずなからは単なる商売敵としか見られておらず、価値観の違いから衝突する事もある。
『ヒロイン総選挙NUB48』の総合結果は第15位。
深夢（みゆめ）
第2部第9話から登場。名字は不明。いずなが偶然見つけた春夢神社の巫女の少女。一人称は「私」。並外れた巨乳（むしろ超乳に近い）の持ち主であり、いずなから「神様もビックリの爆乳」と言われる。
「夢祓い」という人の夢の中に入れる能力を持っているが、その能力の発動方法がかなり特殊 なため、普段は男子禁制となっている。喉の怪我によって単身で除霊の出来なくなったいずなに協力し、自身の能力で依頼者の除霊の手助けをした。それ以降いずなと友達になる。
巫女の為、日本中に繋がっている神社を通じてはぐれ神を探す、地神と話をすることができる。除霊能力があり、「神を語る者よ神界で裁きを受けなさい神到滅却!」と空き家の神社に勝手に住み着いた低級霊を退治した。
『ヒロイン総選挙NUB48』の総合結果は第21位。
鵺野 鳴介（ぬえの めいすけ）
第2部第55話から登場。年齢は28歳（特別番外編では29歳）。元・童守小学校5年3組の担任の男性教師。愛称「ぬ〜べ〜」。
3年前にいずなと初めて出会い、いずなと初めて出会った年に彼女達が引き起こしてしまった白虎事件で負った傷により、3年後に発症した呪いで重傷を伴う後遺症を患い、会話もほとんどできなくなり車椅子に乗って点滴を受けながら、かつての同僚にして想い人だったリツコ先生に介護されている。
後に妖怪チャブクロの力で過去改変に成功したいずなの努力で、過去の事件自体がなくなり助かっている事が判明し、本編終盤の展開通り九州の小学校に転勤した。その時点ですでに結婚しており、地元の生徒たちからそのことでいじられていたが、相手についてははっきりしていない。
第9巻の巻末のおまけコーナーにも登場して、第67話のサービスシーンに突っ込みを入れたり、いずなに「続編なんかを始めたから移籍することになった」と突っ込まれたりとメタ発言で口論をしていた。第10巻の巻末おまけコーナーでは、第2部が10巻で終了してしまうことに全力で詫びている。

#### いずなのライバル・敵
千佳羅（ちから）
第1部第52話から登場。本名は千佳。四国出身の拝み屋の少女。いずなのライバル。一人称は「私」。
いずなと互角の実力や金銭欲の持ち主であるが、悪人に対する思想は彼女と違い、冷酷一徹。セリフの語尾には♡（ハートマーク）がついていることが多い。着物を身に纏っており、髪飾りには飴が入っている。大鎌を武器に持ち、その大鎌でナイフを振り払う事が出来る。
依頼者とその代金に見合った呪術を使い、笑みすら浮かべながら対象者を平然と呪い殺すが、親しくなった人間には感情を露わにしたり、弟子入りした高校生の少女・松江ミサを軟派する男達から庇ったりして相手の覚悟や気持ちを尊重する度量もある。その為、依頼者の精神状態やその後を考えて対象者の殺害でなく二度と悪事を行えないように呪いを使うといった一面を持っている。話術も達者で、いずなを一時スランプに陥らせた。しかし、根っからの悪人ではなく、金儲けのために悪人に加担して罪のない人間を呪い殺すようなことは決してしない。この事実は現時点ではミサとリンのみが知っている。
幼少時代は四国の小さな村で両親と兄・信治（しんじ）と平穏に暮らしていた。しかし、大手製薬会社・セイント製薬が村に工場を建設したことで村の環境が一気に汚染されてしまったため両親と兄が中心となって抗議行動を起こした結果、製薬会社の依頼を受けた呪殺師・役権現戸隠厳山に家族を呪い殺され、村を滅ぼされてしまう。その裏側を見て厳山に問い詰めたところ、厳山に鈍器で顔面を滅多打ちにされてしまう。孤独となったその後は山中をさまよい、裏陰陽道の呪いの正統な伝承場の寺院に拾われ、呪術を習得した。
厳山の罠でいずなと争い、それを罠だと知らせに来たリンの話も信じずに自分を悪人と決めつけてばかりいるいずなを叱りつけ、リンが本性を現した厳山に殺されたことからいずなと和解、いずなと協力して厳山に殺された人間の仇討ちをすること決意する。リンを殺された怒りと憎しみに駆られて厳山を殺そうとするいずなを止め、彼女を庇って厳山に心臓を串刺しにされた直後、身に刻み込まれそれまでに溜め込んでいた呪いと怨念のエネルギーを利用し厳山を道連れにして自爆死し、冥界と現世の狭間で彷徨っていたリンを生き返らせ、いずなと共に帰るよう諭して現世に送り帰した後、厳山と共に地獄に落ちた。
その後、スピンオフ作品『呪殺師 千佳羅』（後述）で初の主役を飾る。
『ヒロイン総選挙NUB48』の総合結果は第11位。
役権現 戸隠 厳山（えんのごんげん とがくし げんざん）
第2部63話から登場。千佳羅と深い因縁を持つ霊能力者の中年の男性。一人称は「俺」。
表向きは善良な除霊師だが、裏では大企業の大手製薬会社・セイント製薬と結託し、企業の汚職の隠蔽の為に邪魔者を呪殺する卑劣で残酷な殺し屋霊媒師。千佳羅の故郷の村人達を呪殺した張本人で、千佳羅が呪殺師としての道を歩むことになった元凶。呪術だけでなく鈍器や刀剣や幻、念力も使える。
一見ふざけた性格をしているが、いずなと同等の実力を持つ千佳羅を赤子扱いする程の実力を誇り、千佳羅を目の敵にするいずなを手玉に取って自分を善人と信じ込ませるほど演技・話術に長けている。しかし、いずなのことも陰で邪魔者と見なしており、彼女の千佳羅に対する敵意に目をつけ、千佳羅と殺し合いをさせる形で二人まとめて始末しようと企てている。また、自分の行った呪殺を千佳羅のせいにして彼女に押し付けている。
多弁で忍耐力に欠け依頼者・田辺への忠誠心が薄く、彼に無許可でいずなと千佳羅を罠に嵌めて対決させたり、自分の依頼に直接無関係な人間を平然と手にかける行き過ぎな一面や、幼少期の千佳羅やリンのような子供相手でも容赦することなく暴行や殺害に手を染めたり、いずなと千佳羅の共闘によって追い詰められてスタンガンを使ったり、いずなの黒い管狐に喰い殺されそうになった時に命乞いをしたりするなど手段を選ばない。が、いずなを庇って心臓を串刺しにされた千佳羅の呪いの自爆で共に死亡し、地獄に落ちた。

#### その他の関係者
中岡 栄史（なかおか えいじ）
第1部第35話から登場。一人称は「私」。いずなの父親。
娘・いずなからは家庭崩壊の張本人として恨まれていた。その理由は娘が3歳の頃に中岡が企業戦士だった為に家族との間に亀裂が入り修復不可能なまでに関係が悪化していた為である。海外支社への転勤の際に妻とはそのまま離婚となった。
後に娘が中学1年生の頃に上京した際に再会するも、駄業鬼（後述）に付け狙われており、火災が起きた自社で建設中のビルを守るべく飛び込んだ 際に襲われる。しかし、後をついてきた娘に助けられ、当初の目的は達成するも、娘が駄業鬼に殺されそうになった際に娘を庇って死亡した。
死に際にいずなは仕事よりも家族が大切だったという父親の本心を知って和解し、泣き崩れた。後に中岡の着ていたスーツが遺品として、娘に渡された。
令子（れいこ）
第1部42話から登場。リンの母親。娘・リンが幼少時代に離婚して以来、男遊びに溺れ、娘を虐待していた。一人称は「私」。
第1部51話ではある些細な出来事でノツゴに取り憑かれてしまい、いずなの助言からノツゴを鎮めるため、一時と言えど娘に愛情を示してショッピングやカラオケ、ケーキバイキング等を楽しんでいたが、偶然付き合っている男と鉢合わせして彼がリンをロリコン物の裏DVDを作る為に出演させる提案を出した時に金儲けの為にリンを売り物にしようとしたが反抗され、キレて暴力を振るう。その結果、ノツゴを本気で怒らせて蝕まれたが、リンが母を救いたいと願った為にノツゴは除霊されたが、何の礼も連絡もしなかった。
高橋 律子（たかはし りつこ）
第2部55話から登場。年齢は27歳（特別番外編では28歳）。童守小学校の女性教師。かつてはロングヘアだったが、髪を切ってショートヘアになっている。
白虎事件で除霊に失敗し、重傷を負って廃人同然となってしまったぬ～べ～の介護に勤しんでいる。

稲葉 郷子（いなば きょうこ）
立野 広（たての ひろし）
細川 美樹（ほそかわ みき）
木村 克也（きむら かつや）
栗田 まこと（くりた まこと）
第2部第56話から登場。年齢は14歳（特別番外編では15歳）。中学2年生（特別番外編では中学3年生）の生徒。3年前にいずなと初めて出会った。いずなと初めて出会った当時は小学5年生だった生徒達でぬ〜べ〜の元・教え子5人組。
げんこつ屋の店主を助けるために当時中学2年生だったいずなと共に白虎の尾の針を横領したことが原因で、騒動に発展する。

げんこつ屋の婆さん
第2部第56話から登場。駄菓子屋げんこつ屋の店主の老女。3年前に病気になったがいずな達によって白虎の針で回復した。

烏丸 孝太郎（からすま こうたろう）
第2部第60話から登場。年齢は28歳（特別番外編では29歳）。妖怪チャブクロの力で過去改変に成功した世界でのいずなの婚約者。一人称は「俺」。
大手建設会社・集英建設の会長と下町の屋台ラーメン屋の店員の息子。誠実で良識的な性格の男性であり、恋人とはいえ未成年のいずなには指一本触れなかったらしい。いずな自身は過去改変後から戻ったため記憶がほとんど無く困惑していたが、いずなにとっては理想的な男性であった。
1年前に登山中で自殺者の霊を供養していたいずなと出会い、共に遭難してしまうが妖怪・死霊喰に襲われたところをいずなに救われた。その1年後の現代にいずなから事情を聞かされた後に破局し、踏ん切りをつけた彼は社運をかけたプロジェクトのためにアフリカへ旅立った。

#### 第1部からの登場人物
会社員の男性
第1部第1話から登場。会社員。妻と娘・美加がいる3人家族。本名は不明。一人称は「俺」。満員電車の中、女子大学生に手を掴まれ痴漢と疑われ逮捕されてしまう。警察署で無実の罪を着せられ罪を認めてしまう。3日後に釈放された後、クダに招かれていずなに出会う。最初はいずなを信じていなかったが、家に帰ってきたら妻が置き手紙を残して娘を連れて実家に帰ってしまったことでいずなに依頼した。いずなが女子大学生に憑き物・インキュバスの話をしていたのを信じられず変装を解いてしまい彼女の恐怖心を増幅させてしまい取り憑いていた憑き物の力を強めてしまったことで除霊を失敗させてしまう。地下鉄で電車に轢かれそうになった女子大学生を助けたことで彼女の恐怖心を消して憑き物の力を弱めることができた。いずなからの依頼料は20万円だったが手こずったという理由で50万円に引き上げられてしまう。上記の出来事からいずなのおかげで痴漢の冤罪が晴れたことに感謝しており、彼女の霊能力を本物だと認めている。
ドラマCDに登場しており、「痴漢の男性」という名前として載せられていた。
美加（みか）
第1部第1話から登場。会社員の男性の娘。父親が痴漢の容疑で冤罪で逮捕されたことで学校で同級生の男子生徒にいじめられ泣いていた。後に母親に連れられて家を出ていくが、痴漢の冤罪が晴れたその後は再び父親の元へ戻ってきたことが示唆されている。
女子大学生
第1部第1話から登場。本名は不明。一人称は「私」。電車通勤で大学に通っている。満員電車の中で会社員の男性を痴漢だと誤解して彼に容疑をかけてしまう。1年で50回以上違う人物から痴漢に遭うことに悩んでいた。実は憑き物・インキュバスに取り憑かれており、過去にストーカーの男性に襲われたショックが男性への恐怖心となり憑かれる原因となった。今まで受けていた痴漢は憑き物が起こした白昼夢であることが判明。いずなは除霊しようとしたが会社員の男性が邪魔をしてしまい彼女の男性に対する恐怖心が増幅して憑き物を暴走させてしまった。地下鉄で電車に轢かれそうだった所を会社員の男性に助けられたことで恐怖心が弱まり、いずなによって憑き物は除霊された。後に痴漢は憑き物の仕業と理解すると、男性に疑ったことを詫び、男性への訴えを取り下げて勘違いだったと警察に話すことを約束した。
火祭 ゆりえ（ひまつり ゆりえ）
第1部第2話から登場。愛称は「ひまゆり」。目立ちたがり屋で自己顕示欲が強い新人アイドルの女性。一人称は「私」。
「ひまゆりのブログ」という名前のブログを立ち上げており、ネットアイドルコミュニティでヒット数第1位になるほどの人気。
ブログには火事になった家の写真を携帯で撮って載せている。黒い狐の野狐に火事の現場に案内され携帯で写真を撮っていた。
いずなは彼女に野狐を退治しないと大変なことになると忠告されるが、いずなの忠告を無視して去っていった。後にグラビア雑誌の依頼が来てアイドルの欠員補充として撮影場で写真撮影の時にアイドル達の勢いに押されてカメラの中に入れず彼女達のことを邪魔だと感じて嫉妬したのが原因で野狐を呼び寄せてしまいスタジオが火事になってしまう。野狐に襲われかけていたところをいずなに助けられるが、連続放火事件の犯人と疑われ警察に逮捕される。数日後、証拠不十分で不起訴となるが疑惑は消えずアイドルへの道は閉ざされた。1か月後にAVアイドルとしてデビューしていた。
奈子（なこ）
第1部第3話から登場。仏掛聖師に監禁されていた若い女性。一人称は「私」。
幼い頃に両親を失い妹・しのぶと共に親戚中をたらい回しされたが、2人力を合わせて一生懸命生きてきた。
結婚詐欺に遭ってしまう。本気で愛していた男性は自分を騙して借金までさせて姿を消した。その絶望後、仏掛聖師の幸せの殿堂「幸汁」の家に入る。
どんなに虐げられていても聖師のことを慕っていた。ヤマコの汁を塗られていた為、出られなくなっていた。
いずなによりヤマコが退治された後は解放され、もう一度幸せな人生を探してみると決めた。
しのぶ
第1部第3話から登場。奈子の妹。一人称は「私」。
仏掛聖師に騙されている姉を心配しており彼女を救いたい思いからクダに招かれて、いずなの元に来た。
過去に姉が結婚詐欺に遭った為、いずなのことを最初ペテン師と呼んで信じていなかったが、彼女が口寄せで亡くなった母の霊を呼んだことで信じることにした。
いずなに盗聴器を渡して幸せの殿堂「幸汁」の家に侵入させるが霊の仕業だと信じられず家の中を伺っていたことで捕まってしまう。
聖師にヤマコの汁を飲まされそうになるが、いずなに助けられる。事件解決後は姉と共に新しい人生を歩んでいる。
仏掛聖師（ふっかけせいし）
第1部第3話から登場。幸せの殿堂「幸汁」の家で若い女性を監禁していた老人男性。本名は汁男。一人称は「ワシ」。
占い師。侍女たちからは「聖師様」と呼び慕われている。近所の夫人からはカルトと呼ばれ不審がられていた。
1年ほど前のある夜、自分の枕元にヤマコが現れて「女を救う神」と名乗り、救済の為に協力して欲しいと言われ体に宿り一体となった。
ヤマコの体液を「幸運の汁」 と呼び、頭から汁を噴き出して女性達の体に塗らせていた。逆らったいずなに体液を塗らせるがクダ狐の援護で快楽から抜け出した彼女に数珠で首を絞められ体の中からヤマコを追い出され退治された。しかし、奈子以外の侍女達は例え聖師に陵辱されながらもヤマコの汁のおかげで幸せだったと語り、その歪んだ幸せをいずなに壊されたことに涙を流していた。
事件解決後は監禁・強姦罪で逮捕された。服役中で、自分のハーレム計画を滅茶苦茶にしたいずなのことを強く恨んでいた。
野曽木普平（のぞき しんぺい）
第1部第4話から登場。銀行員の若い男性。主任。年齢は35歳（特別番外編では36歳）。一人称は「俺」。
いつのまにか手鏡を持っていてエレベーターで上がる女性の下着を覗き見しようとしていたことに悩んでいた。
職場のストレスから生じた歪んだ欲望が目目蓮を呼び寄せてしまう。
再び目目蓮に取り憑かれ女性の下着や着替えなどを見せられ同調して取り込まれてしまい自分の目を奪われる。
いずなに助けを求め、妖怪に魂まで取り込まれ殺されそうになるが、娘・まゆが自分の為に描いてくれた絵を見て「笑顔を見たい」という強い思いで目を妖怪から取り戻すことができた。いずなから欲求された依頼料30万を支払う。
新井が自分にいずなのことで聞き込みしてきた時は逮捕されると誤解して「覗いていません!見てません!手鏡なんか知りません!」と全速力で逃げた。
野曽木普平の妻
第1部第4話から登場。野曽木普平の妻。本名は不明。
夫が職場の人間関係で疲れて家に帰ってきたのにも関わらず彼にきつく辛辣な言葉を浴びせていた。
寝る時は口をあけながら豪快にいびきをする。
野曽木まゆ（のぞき まゆ）
第1部第4話から登場。野曽木普平の娘。普平のことを「パパ」と呼ぶ。
父親のことが大好きで優しい。自分と父親・普平を描いた絵が父親の目を目目連から取り戻すことができた。
高田（たかだ）
第1部第5話から登場。化粧品を取り扱うメーカーの会社に勤める若いサラリーマンの男性。気が弱い。名前は不明。一人称は「僕」。
2か月ほど前、初めて真剣に付き合った彼女にフラれてしまう。以来、ずっと落ち込んでいて同僚とも飲まず女性社員とも喋らずの生活を送っていた。その寂しさからルームレディのサイトを見て気を紛らわせていた。ルームレディの中では特にみひろに夢中で癒されていたが、彼女がクローゼットの中から針金で縛られた男性の死体を出すのを見てしまう。
電話でサイトに問い合わせたが、ルームレディにみひろがいないことを知らされ不気味に思っていた所をいずなと出会う。パソコンに封印の札を貼ってもらい依頼料4万円を払った。
会社から納品ミスがあり、未納品リストを送ってほしいという電話が来て封印の札を剥がしてパソコンを開いてしまったことで悪霊化したみひろに狙われてしまう。最後はいずなに助けられ、みひろに現実の世界で自分を待っている誰かと出会いと伝え彼女を成仏させた。
みひろ
第1部第5話から登場。高田のお気に入りのルームレディ。名字は不明。一人称は「私」。
生前、思うように世渡り出来ず仕事もやめて部屋に引きこもっていた。そして誰も自分のことを愛してくれないという○世観のうちに孤独死した。
小田哲次郎（おだ てつじろう）
第1部第6話から登場。過労死した中年の男性。一人称は「私」。
小田マリ（おだ マリ）
第1部第6話から登場。小田哲次郎の娘。
小田昭男（おだ てるお）
第1部第6話から登場。小田哲次郎の息子。
恵（めぐみ）
第1部第7話から登場。気が強い若い女性。一人称は「私」。
恵の夫
第1部第7話から登場。妻・恵を鬼嫁だと思っている若い男性。一人称は「僕」。
新井 ゆかり（あらい ゆかり）
第1部第8話から登場。新井の妹。故人。いずなに似ているが髪の毛の長さはセミロングの若い女性。生まれつき病弱で友人の勧めで体質改善にご利益のあるという祈祷師の元を訪ねたが、とんでもない詐欺師だった。気が付いた時には高額な壺や掛け軸を買わされて借金まみれになっていた。一人暮らしで心配をかけまいと家族に打ち明けず、借金返済の為にかなり無理をして働いていた影響で過労による衰弱死でこの世を去った。彼女の死がきっかけで新井は霊媒師を憎むようになった。亡くなって霊になった後、兄に妖怪、蠱毒 が取り憑いていて危険な状態だった為、いずなに助けてほしいと訴えかけていた。
坂本 営造（さかもと えいぞう）
第1部第8話から登場。老人男性。額に仏イボがある。ゲートボールで一緒だった別の老人男性（恋敵の霊）から恋人・法子を奪ったが恨みながら死んだその老人の霊が憑いて困っていた所をいずなに依頼して除霊してもらった。しかし彼が騙された と勘違いした老人の息子の妻が訴えてきたので、いずなは警察に逮捕されかけた。警察署を訪れ、被害届の書類の取り消しの手続きをして無効にしたことで、いずなは逮捕を免れた。老体だが元気いっぱいで恋人・法子を片手で支えて持ち上げられるほどの力持ち。邪魔な恋敵の霊を除霊してくれたいずなには感謝しており毎日ビンビン快調で生きている。
法子（のりこ）
第1部第8話から登場。老人女性。名字は不明。ゲートボールに通っている別の老人男性（恋敵の霊）の恋人だったが営造が奪い取ったことで彼と恋人同士になり、たくさんキスするほど熱愛状態になっていた。
恋敵の霊
第1部第8話から登場。老人男性の霊。本名は不明。ゲートボールに通っていたが、恋人の法子を営造に奪われて彼を恨みながら死んだ。後に悪霊となり、営造の枕元に現れて寝ている彼の首を絞めて苦しめていた所を、いずなに除霊された。
みのり
第1部第9話から登場。ソープランド「丸かに」で3年も仕事をしているソープ嬢の若い女性。名字は不明。一人称は「私」。年齢は20代。スタイル抜群の美女。
常連客が大勢押し寄せ、連日予約で一杯でお茶を引く間もない忙しさになるほどの店のNo.1で部屋持ちになるほど順風満帆の人生を送っていた。
何故か河童が好きで、自分の部屋には河童のグッズがたくさん並んでいる。客が怪我をするなどのトラブル続きから店長に仕事をクビにされてしまう。後にいずなに出会い除霊を依頼する。
5歳の頃、多摩の実家に住んでいて、よく山に一人で遊びに行っていた先にある滝壺で河童と出会う。悪い物を食べて腹を下していたので、おやつ代わりに祖母が持たせてくれた無農薬の野菜のきゅうりを河童に与えて元気になったことで毎日のように野菜を届けてあげて、とっても仲良くなり遊んでいた。後に両親の仕事の都合で町に引っ越すことになってしまい河童に「また必ず会いに来るからね。それまでここで待ってほしい」と約束し水晶のお守りをもらった後、引っ越した。しかし町に引っ越してから数年後、両親がお互い愛人を作って自分を置いて家を出て行ってしまった悲しい過去から自分は「いらない人間」だと思い込む。その頃に祖母が亡くなったので20年間、一度も実家に帰らなかった。それが原因で河童の呪いを受けていた。いずなと共に滝壺で河童と再会し、途中で買ったきゅうりを持って「無農薬」と言ったことで河童が自分のことを思い出し、子供の頃の時と同じく楽しく遊んだ後、和解した。店長から電話が来て自分をクビにしたことを謝罪して戻ってきてほしいと言われ、電話越しから常連客の声援を聞いたことでソープランドに復帰した。
ソープランドの店長
第1部第9話から登場。本名は不明。みのりが務めるソープランド「丸かに」の男性店長。
みのりの仕事で客が怪我をするなどの事故が立て続けに起きるトラブルから、彼女の不注意が原因だと決めつける。客への見舞金もバカにならない、店の信用に関わる、ソープで死人を出すわけにはいかないという理由で彼女の話を聞かずにクビにした。後に河童の呪いが解けたことでみのりをクビにしたことに激怒した常連客が押しかけてきて大騒ぎとなり彼らから集団暴行を受けたことで電話を通して彼女に謝罪して戻ってきてほしいと言った。
ソープランドの常連客
第1部第9話から登場。みのりが務めるソープランド「丸かに」の常連である男性客達。いずれも本名は不明。
No.1ソープ嬢であるみのりの大ファンだが、風呂場で転倒するなどのトラブルに見舞われている。しかしみのりに対する思いは本物で、彼女がクビになったと知った際は常連客全員で店に押しかけ、みのりのクビを撤回するよう店長に対して集団暴行を起こした。
篠崎（しのざき）
第1部第10話から登場。集英證券の主任の男性。一人称は「俺」。
鰐淵（わにぶち）
第1部第11話から登場。暴力団の大将の男性。一人称は「俺」。
理佐（りさ）
第1部第12話から登場。半年前に事故死した看護師の若い女性。一人称は「私」。
兼次（けんじ）
第1部第12話から登場。理佐の夫。一人称は「俺」。
ちなみ
第1部第13話から登場。小学生の女児。一人称は「私」。
ちなみの父親
第1部第13話から登場。マイクラシステムの社員の男性。年齢は35歳。一人称は「俺」。
ちなみの母親
第1部第13話から登場。主婦。
ノエル
第1部第14話から登場。出会い喫茶でバイトをしている少女。一人称は「私」。
ともどん
第1部第14話から登場。出会い喫茶に通っていた男性。一人称は「俺」。
福岡（ふくおか）
第1部第15話から登場。愛煙家の会社員の男性。一人称は「俺」。
高木浩（たかぎ ひろし）
第1部第16話から登場。窃盗の前科があって2年間服役した若い男性。年齢は23歳（特別番外編では24歳）。一人称は「俺」。
井ノ頭吉雄（いのがしら よしお）
第1部第17話から登場。結婚に悩んでいる若い男性。年齢は35歳（特別番外編では36歳）。一人称は「僕」。
橘太郎（たちばな たろう）
第1部第18話から登場。パン工場の社員の若い男性。年齢は32歳（特別番外編では33歳）。一人称は「俺」。
橘太郎の妻
第1部第18話から登場。橘きよしの母親。
橘きよし（たちばな きよし）
第1部第18話から登場。橘太郎の息子。
堀内（ほりうち）
第1部第19話から登場。庭が森林の家に住んでいる老人男性。一人称は「ワシ」。
堀内貴志（ほりうち たかし）
第1部第19話から登場。堀内の長男。一人称は「僕」。
堀内貴之（ほりうち たかゆき）
第1部第19話から登場。堀内の次男。
堀内貴代（ほりうち たかよ）
第1部第19話から登場。堀内の娘。
新美圭佑（にいみ けいすけ）
第1部第20話から登場。無職の若い男性。年齢は36歳（特別番外編では37歳）。一人称は「俺」。
坂本大介（さかもと だいすけ）
第1部第21話から登場。ビデオボックスでDVD鑑賞していた若い男性。一人称は「俺」。
りょう子（りょうこ）
第1部第21話から登場。坂本大介の高校生時代の同級生の若い女性。一人称は「私」。
山本アンリ（やまもと アンリ）
第1部第22話から登場。心霊スポットが好きな若い女性。年齢は20歳（特別番外編では21歳）。一人称は「私」。
上羽（あげは）
第1部第23話から登場。いずなとルナが訪れた温泉で働いている男性。一人称は「俺」。
大谷賢（おおたに けん）
第1部第24話から登場。トヨレットの社員の中年の男性。年齢は40歳（特別番外編では41歳）。一人称は「私」。
安倍奈津美（あんばい なつみ）
第1部第24話から登場。トヨレットの社員の若い女性。一人称は「私」。
遠野あやの（とおの あやの）
第1部第25話から登場。キャバクラのバイトをしている若い女性。一人称は「私」。
遠野しずか（とおの しずか）
第1部第25話から登場。遠野あやのの母親。
内田（うちだ）
第1部第26話から登場。インストラクターの若い男性。一人称は「俺」。
いちご
第1部第26話から登場。会社員の若い女性。年齢は22歳（特別番外編では23歳）。一人称は「私」。
治（おさむ）
第1部第27話から登場。引きこもりの男性。一人称は「俺」。
田中家の主人
第1部第28話から登場。雄猫・田中小太刀の元飼い主。
田中家の妻
第1部第28話から登場。雄猫・田中小太刀の元飼い主。
田中たかし（たなか たかし）
第1部第28話から登場。田中家の死んだ長男。
辻達也（つじ たつや）
第1部第29話から登場。グリナガの社員の若い男性。一人称は「俺」。
甲斐（かい）
第1部第30話から登場。株式会社集英地所部長の初老の男性。一人称は「私」。
早池（はやいけ）
第1部第31話から登場。会社員の若い男性。一人称は「俺」。
村方ひろ（むらかた ひろ）
第1部第32話から登場。会社員の若い女性。一人称は「私」。
村方光志郎（むらかた こうしろう）
第1部第32話から登場。村方ひろの夫。
嶋（しま）
第1部第32話から登場。課長の男性。
桜田（さくらだ）
第1部第34話から登場。市役所の生活相談係をしている男性。一人称は「俺」。
森久繁（もりひさ しげ）
第1部第34話から登場。ゴミ屋敷に住んでいる老人男性。年齢は78歳（特別番外編では79歳）。一人称は「ワシ」。
小島純（こじま じゅん）
第1部第36話から登場。就職活動をしていた若い女性。一人称は「私」。
小島翔（こじま しょう）
第1部第36話から登場。小島純の夫。一人称は「俺」。
螢（ほたる）
第1部第36話から登場。小島純の小学生時代の同級生の女児。死んだ当時は小学生。一人称は「私」。
小澤（おざわ）
第1部第37話から登場。会社員の男性。一人称は「俺」。
切先邪九（きりさき じゃく）
第1部第38話から登場。連続通り魔の犯人の若い男性。年齢は36歳。一人称は「俺」。
まろん
第1部第39話から登場。グラビアアイドルの若い女性。一人称は「私」。
折傘（おりかさ）
第1部第39話から登場。会長の中年の男性。一人称は「私」。
島田（しまだ）
第1部第40話から登場。株式会社SJ建築の社員の中年の男性。一人称は「私」。
島田美津子（しまだ みつこ）
第1部第40話から登場。島田の妻。
島田静香（しまだ しずか）
第1部第40話から登場。島田の娘。
島田拓也（しまだ たくや）
第1部第40話から登場。島田の息子。
吉井浩平（よしい こうへい）
第1部第41話から登場。株式会社ヘルマの主任の若い男性。年齢は30歳（特別番外編では31歳）。一人称は「僕」。
野島（のじま）
第1部第42話から登場。神待ち少女を家に泊めていた若い男性。一人称は「俺」。猿妖怪・猿猴に取り憑かれていた。当時、神待ちをしていたリンを泊めた際に、妖怪の影響で自身の性的欲求を満たすためにリンを殺害しようとしていた。
佐藤あや子（さとう あやこ）
第1部第44話から登場。美容師の若い女性。年齢は29歳（特別番外編では30歳）。一人称は「私」。
金本（かねもと）
第1部第44話から登場。美容師の若い女性。一人称は「私」。
茶羅井太郎（ちゃらい たろう）
第1部第44話から登場。佐藤あや子の恋人の若い男性。年齢は30歳（特別番外編では31歳）。一人称は「俺」。
明（あきら）
第1部第45話から登場。ルナのバーの客の若い男性。一人称は「俺」。名字は不明。
トロの元飼い主。トロが死ぬ少し前、ある誤解から恋人のゆうきが他の男と寝ていたと思い込み彼女と喧嘩別れをしてしまう。
霊感が強いリンが足元に亡くなったトロがいる未練があると言ったので沙聖と共に依頼して相談した。短気で早とちりしやすく頑固な一面がある。
最後は、いずながトロの思考を見せて真実を知った時は自分の勘違いが原因でゆうきを傷つけてしまったことに慌てて電話を出して彼女に謝罪し和解して仲直りした。
ゆうき
第1部第45話から登場。明の恋人の若い女性。名字は不明。
トロの元飼い主。トロが少し死ぬ前、上記の誤解で恋人の明と喧嘩別れをしてしまう。
最後は、明が自分を傷つけてしまったことに謝罪をしてきてルナの店に来て彼と和解して仲直りした。
ねね
第1部第45話から登場。明と付き合っていた若い女性。事務員。名字は不明。
トロがねねの下半身を舌で舐めていたので、彼女は明がやったと思い込み彼に平手打ちをした後、怒って別れた。
中村源次郎（なかむら げんじろう）
第1部第46話から登場。孤独な老人男性。年齢は70代。一人称は「私」。
三か月前に50年連れ添った妻・志乃に先立たれ5日も食事を取らず自殺しようとしていた。
山登りが好きで大学の山岳部で妻と出会って以来、ずっと一緒で年を取ってからもいろんな山に行って充実した毎日を送っていた。
友人や親戚が少ない。妻がいなくなった寂しさに耐えきれず、もう一度妻に会いたいという彼に沙聖がいずなに依頼し、仏降ろしで沙聖に志乃の霊を憑依してもらう。実は恐妻家。
志乃に家の掃除をしてもらった次の日に彼女と一緒にいずなも連れて山登りをするが志乃が崖から転落して怪我をして動けなくなった所を自ら助けに来て彼女に想いを伝える。彼女が沙聖の体から離れた後、自分一人の人生を最後まで登ってみせる、まだ少しがんばって生きてみると決意した。
中村志乃（なかむら しの）
第1部第46話から登場。中村源次郎の妻。一人称は「私」。
三か月前に亡くなった。夫・源次郎とは大学の山岳部で出会った。
いずなの仏降ろしで沙聖の体を借してもらい現世に呼び戻された。男勝りで気が強い性格で源次郎に「軟弱者」、「なさけない」と言いながら往復ビンタを喰らわせていた。
24時間の間、すぐ行動して動きやすい服装に着替えた後、夫のアパートに訪れ部屋の掃除、洗濯、手料理（後に冷凍パック）、風呂掃除をする。
翌日に源次郎といずなを連れて山登りをするが、途中で崖から転落して足を挫いて動けなくなってしまう。源次郎が助けに来て自分が大事だと伝えられ一生懸命助けようとする彼の強さに心打たれ人生を一人で登ってほしいと伝えた後、時間切れで沙聖の体から離れ泣きながらあの世へ帰っていった。
詩織（しおり）
第1部第47話から登場。ネトゲ廃人の若い女性。一人称は「私」。
ひさし
第1部第47話から登場。詩織の夫。一人称は「俺」。
塞胡魔太郎（さいこ またろう）
第1部第48話から登場。連続婦女暴行殺人事件の犯人の男性。一人称は「俺」。
山本（やまもと）
第1部第48話から登場。名前は不明。新軸署捜査一課の中年の男性の刑事部長で、新井とは同郷。一人称は「私」。
新井を通していずなに連続婦女暴行殺人事件の容疑者の心霊捜査を依頼する。その捜査が成功したことにより、後に新井を自身の捜査一課に転属させる。その後は新井と一緒に登場する事が多い。
ただし、第2部第4話での新井の台詞では役職が課長になっていた。
森高（もりたか）
第1部第50話から登場。会社員の若い女性。一人称は「私」。
野原（のはら）
第1部54話から登場。（株）ブルースリースの社員の若い男性。年齢は32歳（特別番外編では33歳）。一人称は「僕」。
野原美佐絵（のはら みさえ）
第1部第54話から登場。野原の妻。
野原しんのすけ（のはら しんのすけ）
第1部第54話から登場。野原の息子。幼稚園児。
野原しんのすけの妹
第1部第54話から登場。野原の娘。年齢は3歳（特別番外編では4歳）。
黒腹鬼蔵（くろはら おにぞう）
第1部第55話から登場。民自党の男性。一人称は「私」。
黒腹姦太狼（くろはら かんたろう）
第1部第55話から登場。黒腹鬼蔵の息子。大学4年生。年齢は22歳（特別番外編では23歳）。
女子大学生
第1部第55話から登場。民自党の息子・黒腹姦太狼に強姦された女子大学生。
女子大学生の姉
第1部55話から登場。会社員の若い女性。妹が民自党の息子・黒腹姦太狼に強姦されて拝み屋・千佳羅に彼の呪殺を依頼した。
関（せき）
第1部第56話から登場。コンビニチェーンを経営している中年の男性。一人称は「私」。
関良子（せき りょうこ）
第1部第56話から登場。関の娘。一人称は「私」。
美婆ノンノン（びば ノンノン）
第1部第58話から登場。末期癌の老女。年齢は96歳。一人称は「ワシ」。
内藤優也（ないとう ゆうや）
第1部第59話から登場。プロ野球選手の若い男性。一人称は「俺」。
村下孝（むらした たかし）
第1部60話から登場。高校生の少年。一人称は「僕」。
山内（やまうち）
第1部第60話から登場。高校生の不良少年。一人称は「俺」。
高岡（たかおか）
第1部第60話から登場。高校生の不良少年。
木村（きむら）
第1部第60話から登場。高校生の不良少年。
後藤満（ごとう みつる）
第1部第61話から登場。営業マンの男性。一人称は「俺」。
福田（ふくだ）
第1部第62話から登場。王矢地自動車会社専務の男性。一人称は「私」。
王矢地自動車の社長
第1部第62話から登場。王矢地自動車会社社長の初老の男性。一人称は「ワシ」。
芽明（めあ）
第1部第65話から登場。オカルトグッズを売っている少女。
アレクサンドロカッチーニ
第1部第66話から登場。エクソシズム審査員の男性。一人称は「私」。
清（きよし）
第1部第66話から登場。高校3年生の少年。年齢は18歳（特別番外編では19歳）。一人称は「僕」。
榊原善（さかきばら ぜん）
第1部第67話から登場。中小企業主任の若い男性。年齢は35歳（特別番外編では36歳）。一人称は「俺」。
誠二（せいじ）
第1部第67話から登場。ギャンブルに明け暮れている男性。一人称は「俺」。
亜依（あい）
第1部第67話から登場。誠二の妻。一人称は「私」。
春行（はるゆき）
第1部第67話から登場。誠二と亜依の息子。年齢は0歳（特別番外編では1歳）。
後鬼鰤男（ごき ぶりお）
第1部第68話から登場。鹿児島拘置所から脱走した死刑囚の男性。
マナ
第1部第68話から登場。名字は不明。年齢は17歳（特別番外編では18歳）。沖縄の民宿経営者の孫娘で、ユタの娘。一人称は「私」。小学1年生の頃に母親を亡くしてから10年間、祖母と二人暮らし。母親を亡くしてから10年後にいずなと出会ってから母親の後を継いでユタとなった。

#### 第2部からの登場人物
益子 武（ましこ たけし）
第2部第1話から登場。年齢は35歳（特別番外編では36歳）。独身の男性。一人称は「俺」。IT企業でコンサルタントやSEとして働いている課長。
仕事に生活にハリがない、やる気がないキャリア中年の危機に陥っていた。
高校生の楽しそうな雰囲気を見て、もう一度青春があった頃に戻りたいと感じていた時に心の弱みにつけこまれ妖怪・入内雀の幻覚にかかり取り憑かれてしまう。
いずなに自分の学生時代の記憶を見せられたことで目を覚まし、後ろ向きにならずに現在の自分で人生を楽しむことを決め入内雀の憑依を剥がすことができた。
ひなの母
第2部第2話から登場。中年の女性。一人称は「私」。6年前まで幸福な家庭の主婦で一家三人で平凡に幸せに暮らしていたが、夏の家族旅行で夫と娘・ひなが交通事故で亡くなり自分だけ生き残った。夫と娘を失った後は絶望の日々を送っていたが立ち直り新しい人生を始めようとしていた。自分が働くホームセンターで励ましてくれる店長（子供が二人いる）と再婚する予定だが死んだ娘への「罪悪感」から戸惑っていた。娘から恨まれ怪我をさせられていた。最後はリンの数珠で娘が見えるようになり涙ながら、ひなを抱きしめた。
ひな
第2部第2話から登場。6年前、夏の旅行で父親と共に交通事故で死亡した女児の霊。一人称は「私」。死後5年が経っても母親の「罪悪感」により成仏できない。母親が働いているホームセンターの店長と再婚するのを怒っており、娘である自分を捨てて自分だけ幸せになろうとしていると思い込んで怒り憎み、物を落とすなど怪我をさせていた。本当は母親のことが大好きで寂しさから彼女が他の人と家族になって自分のことを忘れてしまうのではないのかと恐れていた。最後はリンの数珠で母親に姿が見えるようになり涙ながら母親に幸せになってほしい大好きだと伝え抱きしめた。納得して成仏するとリンは悟った。
関原（せきはら）
第2部第3話から登場。女好きで女遊びに夢中な老人男性。一人称は「ワシ」。エロジジイで「セクハラ」というあだ名で呼ばれている。半年前ぐらいまではすごく真面目で会計事務所をやっていた立派な人物だった。性欲が異常に高まっていたのは妖怪・インプに取り憑かれていた為で後にいずなに除霊された。戦争で家族も家も全てなくし学校にも行けず人に騙され借金まみれ、それでも苦学して会計士を目指して生きるのに精いっぱいで女っ気がない人生を送っていた。実は既にガンで余命がなく死期が近づいていた。本当に欲しかったのは自分をわかってくれる女性で最期は雪が降る中、最初で最後の理解者であるいずなの腕の中で息を引き取り亡くなった。
弘前 幸（ひろさき さち）
第2部第4話から登場。被害者の若い女性の霊。一人称は「私」。年齢は20代～30代くらい。
いずなに呼び出された時は左の目玉が飛び出ており、頭、胴体、両腕、両足が引き裂かれた状態。犯人に殺されたことを悔しがっていた。
携帯の出会い系サイトで呼び出されホテルで相手をして20万という約束で阿羅川の河川敷で待ち合わせをしていたところを背後から男に襲われ無残に殺されてしまう。殺された後は体を切り刻まれ、車で体の部分を色々な場所に捨てられた。
犯人
第2部第4話から登場。「阿羅川バラバラ殺人事件」の真犯人で弘前幸を殺した男性。本名は不明。一人称は「俺」。痩せ細った体型をしている。「こわれ荘」というボロアパートに住んでいる。女が嫌いで特に「男をバカにして見下すスイーツ脳（笑）のバカ女」を嫌っている。
殺人の動機は幸が自分を盗撮して「リアルねずみ男」とネットにアップして笑い者にしたことに激怒して出会い系サイトを使っておびき寄せ彼女を殺害した。いずなに犯人と見破られ一度は土下座しながら謝罪して自首しようとする様子を見せていたが、いずなが2、3日近所を嗅ぎまわっていたことに気付いており油断した所を部屋に閉じ込めて首を掴んで絞殺しようとしたが、駆けつけてきた新井刑事に殺人未遂現行犯で逮捕された。
ちこり
第2部第5話から登場。パンチラ喫茶「まぢか・マギカ」の風俗店で働くメイドの少女。一人称は「私」。世の中お金が全てで、お金の為ならどんな客でも選り好みせず、さらけ出す。その強欲さが原因で妖怪・狐者異に取り憑かれてしまう。お金が必要な理由は妹・芽衣が難病にかかってしまい治療には大金が必要だった為で友人とショッピングに行ってもお金を使おうとはしなかった。可愛い妹の為なら全てをさらけ出しても構わないという妹思いで心優しい姉である。自分の清らかな魂（いずな曰く「ピュアで優しい心」）を見た狐者異を倒した。
芽衣（めい）
第2部第5話から登場。ちこりの幼い妹。難病にかかり入院してしまう。
タクト
第2部第6話から登場。性格が自信過剰な若い男性。年齢は20代位。一人称は「俺」。
自分自身が一番で何をやっても上手くできる常に勝ち組だと思っている。バンド「リア10」のリーダー。元総務省のエリート官僚。
実家には5年も帰っておらず母のお見舞いには一度も訪れていなかった。車の免許所持者。夜中の路上を歩いていたいずなを轢きそうになり言いがかりをつけるが管狐が見えたことで自分に守り神・竜宮童子が憑いていると判明。姉から母の危篤の知らせを聞いて入院している病院に来て母の姿に驚愕した。竜宮童子に母が自分の為に願いを叶えていたことを知り感謝の気持ちと一人でやっていけると伝え竜宮童子に願いを叶えるのをやめさせた。幼い頃は体が弱く4歳の時に病気で死にかけたことがある。小学生の時はいじめられっ子で中学生の時は成績が悪く落ちこぼれだった。
タクトの姉
第2部第6話から登場。本名は不明。母が入院したのにも関わらず実家に5年も帰ってこない弟・タクトのことを心配して怒っていた。
母が危篤状態の時は泣きながら弟を責めていた。
タクトの母
第2部第6話から登場。本名は不明。入院していた。子供の頃からずっと龍神様にお供えをし続けたことで龍神様に喜ばれ褒美として何でも願いを叶える竜宮童子をつかわされたが、自分自身のことは何も願わなかった。夫は息子・タクトが生まれてすぐ亡くなっている。女手一つで2人の子供を抱えて苦労しても何も願わなかった。息子が4歳の時に病気で死にかけ救う為に初めて竜宮童子に願いを叶えさせ代償として足が悪くなった。願いを叶えさせる度に目が悪くなり、白髪になり、腰が曲がって歯が抜けた。息子が偉い仕事に就く頃には体がボロボロになっても彼のことを祈り続けていた。年齢は50代だが願いを叶え続けていたことで100歳近い老女のような姿になっていた。最後は息子が立派になったことに安心して竜宮童子に願うのをやめ、若さも年齢も元に戻った。
暴漢
第2部第7話から登場。本名不明。一人称は「俺」。年齢は18～20歳。ぼったくりバーで働き、生まれつき悪霊に取り憑かれていた為にあらゆる犯罪に手を染めてきたチンピラ。
5年前に当時中学生だった頃、ある同級生の少年をプールで溺死させるが反省することなく、それを自慢気に次々と犯罪に手を染めていくが、それが元で自身が殺した少年の両親から依頼を受けた千佳羅に狙われてしまう。
最終的にはいずなの決死の除霊で改心し、表情も穏やかになった。そして、前述の殺人を始めとしたこれまでの行いを心から反省して泣き崩れ、自身を狙ってきた両親に深く謝罪し、和解への兆しを見せた。しかしその後、遺書を遺して入水自殺を図り、命を落とした。
田辺（たなべ）
第2部第10話から登場。東京法務局の主査の中年の男性。年齢は40歳（特別番外編では41歳）。一人称は「僕」。
かおり
第2部第11話から登場。アパレル店長の若い女性。
ゆかり
第2部第11話から登場。若い風俗嬢。
理依（りえ）
第2部第11話から登場。実業家の若い女性。
エレナ
第2部第11話から登場。モデルの若い女性。SMが好きで蝶々覆面を付けている。
連続吸血殺人犯
第2部第11話から登場。太っている中年の女性。本名は不明。一人称は「アタシ」。
林（はやし）
第2部12話から登場。無職の中年の男性。名前は不明。一人称は「私」。
会社の社長
第2部第12話から登場。初老の男性。本名は不明。一人称は「ワシ」。
高校生の少年
第2部第12話から登場。本名は不明。会社の社長の孫。
三木三太（みき さんた）
第2部第13話から登場。ルナの恋人の男性。一人称は「俺」。
谷崎光男（たにざき みつお）
第2部第14話から登場。都内のマンションで妻と二人暮らしの若い男性。年齢は35歳（特別番外編では36歳）。一人称は「俺」。
谷崎あかり（たざき あかり）
第2部第14話から登場。谷崎光男の妻の若い女性。
櫻桃太郎（さくら ももたろう）
第2部第15話から登場。未婚の若い男性。年齢は39歳（特別番外編では40歳）。一人称は「俺」。
櫻すみれ（さくら すみれ）
第2部第15話から登場。櫻桃太郎の母親。年齢は63歳（特別番外編では64歳）。
櫻ひろし（さくら ひろし）
第2部第15話から登場。櫻桃太郎の父親。年齢は65歳（特別番外編では66歳）。一人称は「私」。
櫻ともぞう（さくら ともぞう）
第2部第15話から登場。櫻桃太郎の祖父。年齢は85歳（特別番外編では86歳）。一人称は「ワシ」。
中井（なかい）
第2部第16話から登場。名前は不明。亀頭公園前派出所で勤務している男性警察官。一人称は「私」。
いるはずもない妹らしき霊が炎に巻かれて焼け焦げた姿で出てきて死んだのは自分のせいだと責める悪夢に苦しめられていることに悩まされていた。
勤務態度が良い生真面目な性格で、いずなに道路使用許可の許可証を出させようとしたり、夢祓いで裸になった深夢を公然ワイセツ罪で逮捕しようとした。
強い霊気を帯びた夢の中にいる中井の妹の正体である飼い犬の霊が取り憑いていて危険な状態で首を絞めつけられていた所を危機一髪いずなに助けられ深夢の夢祓いで悪夢から解放された。
中井の母
第2部第16話から登場。名前は不明。6年前に死亡した女性。
中井の妹の正体である犬の飼い主。中井が2～3歳の頃に家が火事になり息子を連れて逃げた。いずなに冥界から呼び出され中井の飼い犬を連れて行った。
松江 ミサ（まつえ ミサ）
第2部第17話から登場。年齢は17歳。私立聖尾嬢学園高校2年生の女子生徒。一人称は「私」。容姿端麗・成績優秀・スポーツ万能の文武両道に恵まれた女子生徒達の憧れの的。
7年前に大好きだった当時中学1年生の兄を薮井舎に殺された過去を持ち、その仇を討つ為にいずなに弟子入りを志願するが拒絶され、泣き崩れていた時に千佳羅と出会い、呪殺を学ぶことになる。最終的に薮井舎の呪殺に成功するも、呪いの反動によって、いずなの目の前で命を落とした。
『ヒロイン総選挙NUB48』の総合結果は第40位。
薮井舎 毒盛（やぶいしゃ どくもり）
第2部第17話から登場。7年前、泥酔した状態でミサの兄の手術を受け持ち、殺してしまった過去を持つ薮医者の初老の男性。妻子持ちだが、愛人がいて妻に隠れて不倫をしている。最期はミサをタクシーで轢き殺そうとするが、ミサの呪殺で焼死した。
青山（あおやま）
第2部第21話から登場。IT企業「アリティメットシステム」で働くサラリーマンの男性。一人称は「俺」。働き続けてことでやつれており時間の感覚もなくなっていた。いつの間にか傍にいた管狐にいずなの元に導かれ彼女に魔に取り憑かれた人がいて影響を受けていると言われる。いずなの元を去る前にいずなが彼の背中に霊札を貼ったことで働いている会社のブラック企業の全てを知ることになった。社長に逆らったことで妖怪・女将蟻に取り憑かれた彼女に襲われてしまうが、いずなに助けられる。事件解決後は労働改善計画書を作り社長に渡したことで改善の兆しに近づいた。
成岩（ならわ）
第2部第21話から登場。「アリティメットシステム」のIT企業で働いていたサラリーマンの男性。会社のあまりの過酷な労働から街中で倒れ、突然の心筋梗塞で亡くなった。
社長
第2部第21話から登場。IT企業「アリティメットシステム」の社長の女性。本名は不明。元々はシングルマザーで息子・吉彦を産んだが、仕事が忙しくて息子の病気に気付かず死なせてしまった悲しい過去を持つ。それが元で妖怪・女将蟻に取り憑かれてしまった。自分に逆らった青山を襲いかかるが、いずなが冥界から息子の魂を呼び出し自分を呼んでいる息子の声を聞いたことで自我を取り戻し女将蟻の憑依から離れ「仕事よりあなたが大事」と息子を優しく抱きしめた。解決後は以前より表情が穏やかとなり労働改善の為に良い社長になっていった。
吉彦（よしひこ）
第2部第21話から登場。社長の息子である赤ん坊。母親の社長の仕事が忙しい中で病気にかかってしまい病死してしまう。
後にいずなに冥界から呼び出され母親を呼んだことで妖怪・女将蟻の憑依を解くことができた。
天野 達男（あまの たつお）
第2部第22話から登場。デパート倉庫係で働く若い男性。年齢は26歳（特別番外編では27歳）。一人称は「僕」。地下アイドル・羽佐木ミミの大ファンでおっかけをやっているオタク。
5年も前から羽佐木ミミのおっかけをしており、彼女のことになると熱くなりやすく侮辱する者を許せない。
管狐に捕まえられても好きな地下アイドルの為に一斉で払うほどの強い力の持ち主（リン曰く「地下アイドルのオタクパワー」）。
ライブの時にミミに渡されたオンリー特別ライブご招待券を持ち田間霊園駅前にある墓地で野外ライブの応援をしたが周りにいたファンが死体であることに驚き恐怖を感じる。ミミに襲われかけていた所をいずなに助けられる。ミミの念動力で浮かばせた墓石をぶつけられて頭から血を流すほどの重傷を負う。ミミのおかげで自分は生きてこれたことなどの想いを伝えた後、歌ってほしいとマイクを渡して怪我をしながら最後まで彼女を全力で応援し成仏させた。後にいずなとリンに支えられながら病院へ運ばれる。
羽佐木 ミミ（うさき ミミ）
第2部第22話から登場。天野達男が推している地下アイドルで地下ライブの女王の少女。一人称は「私」。兎の耳と尻尾を付けたアイドル衣装をまとっている。
実は半年前に事故で死んだ。地下アイドルをやるのが生きがいでファンと過ごした楽しい時間が忘れられず地下に埋められた後も成仏できずファンの声が聞きたくて不浄霊としてこの世に迷い出た。天野達男を殺して同じ不浄霊にして傍に置きずっと応援させようとライブの時に彼にオンリー特別ライブご招待券を渡して田間霊園駅前にある墓地へ誘い襲い掛かかる。
複数の墓石を浮かばせるほどの念動力を持つ。凶暴性から、いずなに悪霊とみなされ退治されかけるが天野が自分に対する想いを伝えたことで怨念が消え、最後は彼に応援されながら歌を歌い続けた後、成仏した。
偽いずな
第2部第24話から登場。いずなの名前を騙っている中年の女性。一人称は「私」。
偽リン
第2部第24話から登場。リンの名前を騙っている中年の男性。
五十嵐（いがらし）
第2部第25話から登場。スマホゲームをしている男性。一人称は「俺」。
ころも
第2部第26話から登場。児童福祉施設の幼女。一人称は「私」。
神谷（かみや）
第2部第27話から登場。会社員の男性。一人称は「俺」。
崎川（さきがわ）
第2部第28話から登場。スーパーのパート社員の女性。一人称は「私」。
宮下（みやした）
第2部第28話から登場。心臓の持病で死亡した老人男性。一人称は「ワシ」。
男性会社員
第2部第29話から登場。受験を控える息子を持つ。一人称は「俺」。
里香（りか）
第2部第29話から登場。男性会社員の妻で太郎の母親。
太郎（たろう）
第2部第29話から登場。里香の息子。一人称は「僕」。
平沢年男（ひらさわとしお）
第2部第30話から登場。商社で働く若い男性。年齢は35歳（特別番外編では36歳）。一人称は「僕」。
かぐら
第2部第30話から登場。20数年前に死んだ若い女性。一人称は「私」。
佐々倉 桂（ささくら けい）
第2部第31話から登場。小於仁村 出身の若い男性。一人称は「俺」。普段は風俗スカウトマンとして生計を立てている。
3歳の頃に八尺様と出会って目をつけられてしまい、近隣の村からイタコが集められ、八尺様から逃れる為に「子隠し」 によって故郷と両親から離れ、親戚がいる東京に暮らすことになる。その後、高熱を出して全てを忘れてしまったことで自分は親や故郷に捨てられたと思い込み、捻くれてやさぐれた人生を送っていた。
再び八尺様に狙われる身となり、いずなの家に匿われるが声真似に騙され、いずなと共に使われなくなった昔の地下鉄の駅に逃げ込む。今まで人のせいにして捻くれていたが、勇気を振り絞って八尺様に渾身の体当たりをしたことで4つ地蔵の結界の中に封印することができた。最後は故郷に帰って両親の元で真面目に働くことを決め、小於仁村に帰ることにした。
内山浩（うちやま ひろし）
第2部第33話から登場。中小食品メーカー社員の若い男性。一人称は「僕」。
長瀬ちとせ（ながせ ちとせ）
第2部33話から登場。中小食品メーカー社員の若い女性。一人称は「私」。
犬胃波具太郎（いぬい ぱくたろう）
第2部34話から登場。かまいたち殺人事件の犯人の中年男性。一人称は「私」。
哲郎（てつろう）
第2部35話から登場。ホシノクリーン株式会社社員の若い男性。一人称は「僕」。
春太郎（しゅんたろう）
第2部35話から登場。ホシノクリーン株式会社人事部長の中年男性。一人称は「俺」。哲郎のおじ。
鳥飼仙太郎（とりかい せんたろう）
第2部36話から登場。学校を中退して10年間路上ライブをしている若い男性。一人称は「俺」。送り人に諭され、ワンマンライブ中に雷に撃たれて死亡した。
送り人
第2部36話から登場。本名は不明。人間の死が見える女性。一人称は「私」。
花村（はなむら）
第2部37話から登場。名前は不明。一人暮らしの老女。一人称は「私」。
岡辺久美（おかべ くみ）
第2部40話から登場。自傷行為をしている女性。一人称は「私」。
堀北源五郎（ほりきた げんごろう）
第2部41話から登場。蓑藁市役所広報課長の男性。一人称は「私」。
林田直人（はやしだ なおと）
第2部44話から登場。金融アナリストの若い男性。一人称は「僕」。
林田千鶴（はやしだ ちづる）
第2部44話から登場。保険会社主計部係長の若い女性。林田直人の妻。一人称は「私」。
襟川麻衣子（えりがわ まいこ）
第2部49話から登場。映画を見ていた若い女性。一人称は「私」。
宣彦（のぶひこ）
第2部49話から登場。若い男性の霊。一人称は「僕」。
春男（はるお）
第2部50話から登場。引きこもりの若い男性。年齢は35歳（特別番外編では36歳）。一人称は「俺」。
春男の母親
第2部50話から登場。本名不明。次男・春男に過保護な老女。一人称は「私」。
瀬久原江郎（せくはら えろう）
第2部51話から登場。株式会社瀬久原印刷の専務の男性。一人称は「俺」。
栗原かりん（くりはら かりん）
第2部51話から登場。株式会社瀬久原印刷の庶務課の若い女性。年齢は24歳（特別番外編では25歳）。一人称は「私」。
大財閥の会長
第2部52話から登場。本名不明。一人称は「ワシ」。日本有数の大財閥・鋏角グループの総帥で糸奈の父親。娘・糸奈を道具としか思って無いほど、冷酷な人物。
親族の一人を蜘蛛妖怪・闇蜘蛛に取り憑かせて一族を繁栄させるという古いしきたりで自分の娘を闇蜘蛛に取り憑かせて13年間、地下に監禁していた。娘を地下に監禁してから13年後にいずなに闇蜘蛛を除去されてしまうがそれに気付いていずなを殺そうとし、彼女を庇った妻・絹川を射殺、娘に取り憑いていた闇蜘蛛に殺された。
絹川（きぬかわ）
第2部52話から登場。下の名前は不明。一人称は「私」。大財閥・鋏角グループのメイド長。会長の妻で糸奈の母親。
夫とは正反対に娘思いの人物。娘・糸奈を解放しようとするが夫に気付かれ、いずなを庇って夫に射殺された。死ぬ間際に糸奈と自分が身につけていた蜘蛛が印されたペンダントを託した。
九州の小学校の生徒達
第2部第59話から登場。ぬ～べ～の転勤先の九州の小学校の生徒達。小学4年生～小学6年生。ぬ～べ～の今の教え子。3年前は小学1年生～小学3年生。ぬ～べ～が玉藻と電話をしていた時に彼が不倫をしていると誤解してからかっていた。

ナナコ
第2部第62話から登場。パソコンでネット生放送を配信していた中学生の少女。一人称は「私」。
山岡（やまおか）
第2部63話から登場。大手製薬会社セイント製薬の社員の男性。一人称は「俺」。
田辺（たなべ）
第2部63話から登場。大手製薬会社・セイント製薬の部長の初老の男性。汚職をしており、その隠蔽の為に呪殺師・役権現戸隠厳山を雇っている。
普段は陰気かつ狡猾で、厳山のことを「先生」と呼んで腰巾着のように振る舞い、自分の手を汚さずに邪魔な人間を殺す分、厳山以上の卑劣漢であり、いずなと千佳羅が共闘してセイント製薬に潜入した際は厳山にいずな達の抹殺を依頼し、自分はそのまま安全な場所に逃げ込むほどの卑怯者。
しかし厳山と比べると完全な冷酷非情という訳ではなく、千佳羅の回想では反対運動を起こす村人達を黙らせるよう厳山に依頼し、千佳羅の故郷への呪殺に同行した際は呪いに苦しむ村人達の叫びに怯えたり、幼少時代の千佳羅やリンといった少女を相手に躊躇いなく暴力を振るう厳山に怯えつつ異を唱えるなど、小心で臆病かつ弱者に対する同情心や思いやりめいた一面を持ち合わせている辺り、ある程度の人間性はまだ残っている模様。
厳山が千佳羅と共に地獄へ落ち、死亡したその後の動向については一切不明。
日々雨健次（ひびう けんじ）
第2部第64話から登場。定年退職をした初老の男性。一人称は「私」。
日々雨秋（ひびう あき）
第2部第64話から登場。日々雨健次の妻。一人称は「私」。
大島（おおしま）
第2部第65話から登場。バーで働いている男性。一人称は「俺」。
デバガメ男
第2部第68話から登場。ドローンで温泉で盗撮していた若い男性。年齢は28歳（特別番外編では29歳）。一人称は「俺」。
チャラ男
第2部第69話から登場。ひろ子から金を騙し取った詐欺師の若い男性。一人称は「俺」。
ひろ子（ひろこ）
第2部第69話から登場。詐欺師に金を騙し取られ、千佳羅に依頼した女性。一人称は「私」。
白井孝由（しらい たかよし）
第2部第70話から登場。無職の若い男性。年齢は28歳（特別番外編では29歳）。一人称は「俺」。
甘汁吸三（あまじる すうぞう）
第2部第71話から登場。衆議院議員の初老の男性。一人称は「私」。
古谷裕二（ふるや ゆうじ）
第2部第71話から登場。政治家秘書の若い男性。一人称は「私」。
尾花勧（おばな すすむ）
第2部第71話から登場。週刊文秋記者の男性。

### 特別番外編からの登場人物
真矢（まや）
特別番外編から登場。大昔に非業の死を遂げた朝布高等女学校の女子生徒の霊。一人称は「私」。
琢磨（たくま）
特別番外編から登場。しがない庭師の男性。一人称は「僕」。
海軍将校
特別番外編から登場。帝大卒のエリート海軍将校の男性。一人称は「俺様」。

### 人外

#### 妖怪
座敷童子（ざしきわらし）
第1部第11話から登場。ルナの店に居る妖怪。
時々姿を表す事もあり、ルナの店を繁盛させている。

タンコロリン
第1部第19話から登場。堀内家の庭に住む妖怪。
家や庭を更地にする事を堀内から聞き、悲しみや怒りの顔を見せるが、堀内から話を全て聞いた後は納得した様子を見せ、他の場所へと運ばれて行った。

駄業鬼（だごき）
第1部35話から登場。虚無地獄から這い上がって来た鬼で、同じ鬼だが、覇鬼よりは絶鬼のようなタイプの知的な鬼。
いずなの父親を殺した妖怪でいずなの父親の仇。一人称は「私」。本来の姿の顔は仮面のようになっている。
いずな、尾古女、沙聖、深夢、リンの力によって追い詰められるがそれでも倒されず、最後は玉藻京介が放った一撃で滅び去った。
しかし密かに人間へと姿を変えて(隙をついて身体の欠片または力の残滓から復活した可能性もある)生存しており、誰にも気づかれることなく人間社会の中へ消えていった。以降は力が戻っていないからか人間として生活中なのか、登場していない。
玉藻 京介（たまも きょうすけ）
第1部56話から登場。医者に化けている妖狐。403歳（特別番外編では404歳）。
ぬ～べ～時から変わらず、人間や鬼に対して強い興味を示す。

レイ
第2部10話から登場。男の吸血鬼。
普段は新軸蚊舞伎町のホストクラブで働いている男性。
美男子だが、Mな一面がある。一人称は「僕」で何故か片言口調。
戦闘力は通常だと一般人女子高生にも劣るほど非力 だが、人間の美女（特に処女）の血を吸うと常人の数十倍以上に上がる。
天敵の聖職者のはずの沙聖に一目惚れしてアプローチをするが、沙聖には毎回退治される始末で上手く想いを伝えられない。
闇蜘蛛（やみぐも）
第2部52話から登場。13年前に当時3歳だった糸奈に取り憑いていた蜘蛛妖怪。
鋏角家では代々親族の一人を闇蜘蛛に取り憑かせて幽閉するという古いしきたりがあり、闇蜘蛛の妖力によって一族は繁栄するとされ、守り神として讃えられていた。しかし糸奈に取り憑いてから13年後、糸奈から解放されて彼女の父親を殺し、屋敷を全焼させた。
ゆきめ（雪女）
特別番外編から登場。雪女で、ぬ～べ～の妻。特別番外編では20歳。
ぬ～べ～と結婚してから4年後に玉藻が勤務している病院に行っていずなと再会する。酒癖が悪くて「鵺野先生が私を抱いてくれないから」といずなのセーラー服のリボンを掴んだり、ルナの店で相談したルナや沙聖や深夢を氷漬けにしたりして、いずなも氷漬けにしようとしたが駆け付けたぬ～べ～に止められて彼と和解した。

覇鬼（ばき）
特別番外編から登場。ぬ～べ～の手に鬼の手として封印されている妖怪。
ぬ～べ～と和解してから4年後に妹・眠鬼と喧嘩 をして妹が家出をした。妹が玉藻に捕縛されてから妹と和解した。

眠鬼（みんき）
特別番外編から登場。覇鬼と絶鬼の妹。
ぬ～べ～と和解してから4年後に兄・覇鬼と喧嘩 をして家出をした。兄に勝つ為に強い妖怪や霊力が強い人間をパンツにしようとする為に玉藻を狙って東京に来て彼にパンツを盗まれてルナの店まで彼を追う。玉藻を追う為に新井やレイや深夢に迫っていたカメコをパンツにする。玉藻をおびき出す為に町の人間を盾に取って彼をパンツにしてスカートとパンツを脱いだいずなとそのパンツを取り争っていたが、実はパンツにされた玉藻は彼の幻視の術で見せた木の葉で、捕縛術・気尾乃縄で捕縛された。
その後は後を追って来たぬ～べ～に捕まりお仕置きされ、彼と融合している兄と和解した。

#### 神・神に近いもの
八尺様（はっしゃくさま）
第2部31話から登場。尾古女が住む田舎の土着の言い伝えに出てくる霊なのか妖なのか正体不明の「わからぬモノ」。
正体不明ではあるが、何百年もの間ずっと子供の生贄を喰らって霊力を貯めこんできた人智を超えた古の怪異で古代宗教の神のような存在であるらしい。
見る者や時代によって姿は違うらしい。おおよそ身の丈八尺(約2.5m)の大女の姿で、言葉は「ぼ」と喋る他、人の声を真似ることができる。
現れると小さな子供を狙い、しつこく追い回し、必ず死の世界へ連れて行く。
圭が3歳の時に庭先で出会い笑い去った後、彼を付け狙う。小於仁村に五百年前から強力な霊力を込めた地蔵 が四方に置かれていて結界で村の外から出られなかったが豪雨で地蔵の一つが流されたことで村の外に出てしまい東京まで来て圭を再び付け狙う。
いずなが呼び出したオシラ様を一発で引き裂くなど、その力は非常に強く凄まじい。
使われなくなった昔の地下鉄の駅で、いずな、リン、尾古女に数珠で地蔵の結界へ引っ張り込まれ、最後は圭の渾身の体当たりにより、以前の様に再度結界の中に封じ込められた。

#### 神獣
白虎（びゃっこ）
第2部56話から登場。中国の伝説である神獣(四聖獣)の一体で、西方を守護する。一人称は「我」。
白虎の尻尾の針はどんな万病でも治療する事が出来る模様。
3年前にいずなに呼び出されて美樹に尻尾を切断されたことで怒り、美樹、郷子、まこと、克也、広、いずなを殺そうとする。その後ぬ～べ～に撃退されたが呪いの傷を負わせ、3年後に呪いを発動させてぬ～べ～を廃人にした。このことはいずなに強い罪悪感を抱かせ、彼女は童守町を飛び出すこととなった。
後にぬ～べ～と妖怪チャブクロの力で過去へ訪れたいずなによって倒され、意味深な言葉 を吐きつつ、どこかへ消えた。しかしいずなが尻尾の針を切り取っていたので、それを用いてぬ～べ～の治療を行ったため呪いは発動せず、ぬ～べ～は五体満足で生き続けられるようになった。

### 動物
田中小太刀（たなか こだち）
第1部第28話から登場。いずなに拾われた雄猫。一人称は「僕」。
田中家に飼われていたが元飼い主の次男に嫉妬して悪戯したのが原因で捨てられた。
人間の容姿は元飼い主の死んだ長男・たかしの姿で、それ故か自分のことを人間だと思い込んでいた。
新しい飼い主・いずなと暮らす中で、いずなが悪霊から襲われそうになり、それを庇って大怪我を負い死亡した。
ラムネ
第1部第31話から登場。早池が幼少時代に飼っていた犬。
トロ
第1部第45話から登場。明とゆうきの飼い犬。しっぽの先が黒くモップのような姿をしている(姿を見たリンも説明するのにモップみたいな犬と表現していた)。犬種は不明。
元捨て犬で病気で死にそうな所を明とゆうきに助けられ2人が付き合うきっかけを作った。飼い主達からは「バカ犬」と呼ばれている。
一か月前に老衰で亡くなった後、霊になって明に取り憑いていた。明がゆうき以外の他の女性と付き合わないように邪魔をし続けていた。
明にルナのお店の中で暴れるほど訴えていた理由は、どこかから持ってきた靴を咥えたまま泥だらけになって帰ってきたのをゆうきに叱られて風呂で洗ってもらった後、突然発情してベッドごと彼女に飛び込むが、明が帰ってきた扉の音に驚いて窓から逃げ出した後、トロが持ってきた靴を明が男の靴だと勘違いしてしまいゆうきに強く平手打ちをしてしまったことで自分のせいで2人を別れさせてしまったのを気にして成仏できなかった為だった。
いずなに自分の思考を明とゆうきに見てもらったことで誤解が解け、明はゆうきに謝罪して和解し、仲直りした事に安心して成仏した。
中井の昔の飼い犬
第2部第16話から登場。中井が幼少時代（2～3歳頃）に飼われていた雌犬。チワワに近い姿をしているが犬種は不明。一人称は「私」。
人間の容姿はポニーテールで大きなリボンを付けた幼女の姿。
夢の中に入り込んで中井を苦しめて殺そうとしていた妹の正体で、深夢の夢祓いで犬の姿を現した。
自分も人間で中井の家の子供だと思い込んでおり、中井のことを「お兄ちゃん」と呼ぶ。飼い主である中井の母親に可愛がられる彼に強く嫉妬していた。
中井の家が火事になった時、中井の母が彼だけを連れて逃げた際に残され炎に焼かれて亡くなってしまう。
最後はいずなが冥界から中井の母の霊を呼び出し、中井の母に一緒に連れて行ってもらい、成仏した。

## ラジオドラマ（VOMIC）
2008年9月5日から配信。
キャスト
主要担当声優は上述。ここではそれ以外のキャストについて記す。
- ナレーション - 加藤将之
- 痴漢の男性 - 大原崇
- 被害女性 - 長谷瞳
- 小田哲次郎 - ふくまつ進紗
- 秋津部長 - 吉開清人

## 呪殺師 千佳羅
昼は拝み屋、夜は悪人には冷酷一徹の呪殺師・千佳羅を主役としたスピンオフ作品。『グランドジャンプPREMIUM』にて、2回掲載され、『霊媒師いずな Ascension』8巻に収録された。
強い恨みを抱いた者の前に姿を現す千佳羅が呪術でターゲット（主に悪人）を裁き、ターゲットは千佳羅によって哀れな末路を迎えるという、『必殺シリーズ』や『地獄少女』のような勧善懲悪調のストーリーとなっている。

### 登場人物
千佳羅（ちから）
本作における主人公。
詳細は「#千佳羅」の項を参照。
雲賀 月太（うんが つきた）
以前チンピラに絡まれたところを平仁屋に助けられるが、それ以来彼に脅されていた若い男性。恋人の愛に贈る婚約指輪と引き換えに千佳羅に平仁屋の失望死を依頼した。
愛（あい）
月太の恋人の若い女性。極魚会のヤクザ達から暴行を受けてしまう。
平仁屋（ひらにや）
暴力団「極魚会（ごくぎょかい）」のヤクザの男性。名前の通り、ピラニアと似た厳つい顔つきをした卑劣な性格で、金づる目的で月太に近付き、彼から金銭を脅し取っていた。
月太から失望死の依頼を受けた千佳羅の呪術によって臓器を失い、残った心臓をピラニアの水槽に放り込まれたことで平仁屋はショック死、「極魚会」も壊滅状態に追い込まれた。
狭山 浩（さやま ひろし）
速見の引き起こした事故で妻の民子と娘の美雪を失った男性。
家族を守れなかった悲しみと無念から、速見が出所する1年半まで引きこもり状態にあった。偶然速見のサイトを見つけたことで自分が犯した罪を反省していないことを察し、復讐ではなく説得に向かうが一方的に袋叩きにされたため速見への憎しみが再燃。千佳羅に速見の恐怖死を依頼し、家族を殺された強い憎しみから廃人同然と化した速見を一方的に嘲笑う。そしてとどめを刺そうとしたが、千佳羅によって現世に呼び寄せられた妻子と再会して思い留まり、父親としての優しさを取り戻して速見を見逃した。
狭山 民子（さやま たみこ）、狭山 美雪（さやま みゆき）
浩の妻子。速見が引き起こした事故で亡くなったが、千佳羅によって天国から現世に呼び寄せられ、浩と再会する。
速見 昇（はやみ しょう）
有名政治家の息子。自身の危険運転で浩の妻子を事故死させ、1年6ヶ月の懲役を受けるも、出所後も反省することなく、自動車での危険運転を続けていた。
激昂した浩から恐怖死の依頼を受けた千佳羅の呪術で幻覚を見せられて精神が破綻し、廃人同然と化した。しかし、妻子との再会で己の過ちに気づいた浩に殺されずに済んだものの、車を見ると恐怖で失禁しながら一目散に逃げ出す程のトラウマを負わされた。

## 単行本
『Ascension』第8巻には本作のスピンオフ作品、「呪殺師 千佳羅」を掲載。
- 真倉翔（原作）・岡野剛（作画） 『霊媒師いずな』 集英社〈ジャンプコミックスデラックス〉、全10巻
  1. 2008年8月9日第1刷発行（2008年8月4日発売）、ISBN 978-4-08-859723-2
  2. 2009年1月10日第1刷発行（2009年1月5日発売）、ISBN 978-4-08-859753-9
  3. 2009年6月9日第1刷発行（2009年6月4日発売）、ISBN 978-4-08-859780-5
  4. 2009年12月9日第1刷発行（2009年12月4日発売）、ISBN 978-4-08-859812-3
  5. 2010年4月7日第1刷発行（2010年4月2日発売）、ISBN 978-4-08-859831-4
  6. 2010年8月9日第1刷発行（2010年8月4日発売） ISBN 978-4-08-859848-2
  7. 2010年12月9日第1刷発行（2010年12月4日発売）、ISBN 978-4-08-859863-5
  8. 2011年5月7日第1刷発行（2011年5月2日発売） ISBN 978-4-08-859880-2
  9. 2011年9月7日第1刷発行（2011年9月2日発売）、ISBN 978-4-08-859896-3
  10. 2011年12月7日第1刷発行（2011年12月2日発売）、ISBN 978-4-08-858777-6
- 真倉翔（原作）・岡野剛（作画） 『霊媒師いずな Ascension』 集英社〈ヤングジャンプコミックス〉、全10巻
  1. 　2012年4月24日第1刷発行（2012年4月19日発売）、ISBN 978-4-08-879341-2
  2. 　2012年8月22日第1刷発行（2012年8月17日発売）、ISBN 978-4-08-879404-4
  3. 　2012年12月24日第1刷発行（2012年12月19日発売）、ISBN 978-4-08-879491-4
  4. 　2013年5月22日第1刷発行（2013年5月17日発売）、ISBN 978-4-08-879491-4
  5. 　2013年9月24日第1刷発行（2013年9月19日発売）、ISBN 978-4-08-879657-4
  6. 　2014年4月23日第1刷発行（2014年4月18日発売）、ISBN 978-4-08-879778-6
  7. 　2014年10月8日第1刷発行（2014年10月3日発売）、ISBN 978-4-08-879894-3
  8. 　2014年10月22日第1刷発行（2014年10月17日発売）、ISBN 978-4-08-890016-2
  9. 　2015年10月24日第1刷発行（2015年10月19日発売）、ISBN 978-4-08-890287-6
  10. 　2016年12月7日第1刷発行（2016年12月2日発売）、ISBN 978-4-08-890558-7